# 下山田裕彦
下山田裕彦（しもやまだ　やすひこ、1937年8月19日-　）は、日本の教育学者。静岡大学名誉教授。

## 来歴
国際基督教大学教育学科卒、東京教育大学大学院博士課程満期退学、白梅学園短期大学講師、1973年静岡大学教育学部助教授、1982年教授、静岡大学教育学部附属養護学校長、国立音楽大学教授。

## 著書
- 『幼児保育の基礎理論 子どもの人権を守る為に』理想社 1979
- 『スイスと日本の子どもたち』三修社 1984
- 『幼稚園児をどう育てるか』第三文明社 灯台ブックス 1989
- 『子どもの世界がみえてくる』第三文明社 灯台ブックス 1994
- 『子どもの善さを発見する』第三文明社 灯台ブックス 1996
- 『豊かな親子関係が子どもを賢くする』第三文明社 灯台ブックス 1997
- 『子どもの"こころ"をひらく』霞出版社 かすみ"新世紀"選書 1999

### 共編著
- 『新教育原理 ヒューマニズムの教育学』田中未来,黒田瑛共著 川島書店 1969
- 『幼稚園教師の教職教養』樋口澄雄共編 明治図書出版 1969
- 『幼児教育の思想 ギリシアからボルノウまで』金沢勝夫共著 川島書店 1974
- 『現代教育の点検と人間形成 子どもから老人まで』丹治智義、鈴木三平、前田敏雄共著 福村出版 1980
- 『現代の教育と人間形成 その理想と生きがいの探求』丹治智義、鈴木三平、前田敏雄共著 川島書店 1982
- 『子どもの遊びと保育内容 その考え方と実際』共著 川島書店 1985
- 『教育の理想と人間形成 その原理と実践の探求』立川明,高橋浩,森田美千代,山口和孝,松浦良充共著 川島書店 1987
- 『保育とはどんなことか そのいとなみの反省と展望』林信二郎,山本昌辰,岡本富郎,藤武,浅場慶夫共著 川島書店 1988
- 『教育実践の原理と展開 若い教師のための入門』野村新共編著 川島書店 1989
- 『遊びの思想 遊び理解と人間形成』結城敏也共編著 影山礼子ほか共著 川島書店 1991
- 『子どもの<暮らし>の社会史 子どもの戦後五十年』高橋勝共編著 川島書店 1995
- 『環境』藤田博子共編著 川島書店 保育・幼児教育シリーズ 1996

### 翻訳
- H.ロート『ペスタロッチーの人間像』川村覚昭共訳 玉川大学出版部 1991

## 論文
- Cinii